# ルース・リチャードソン

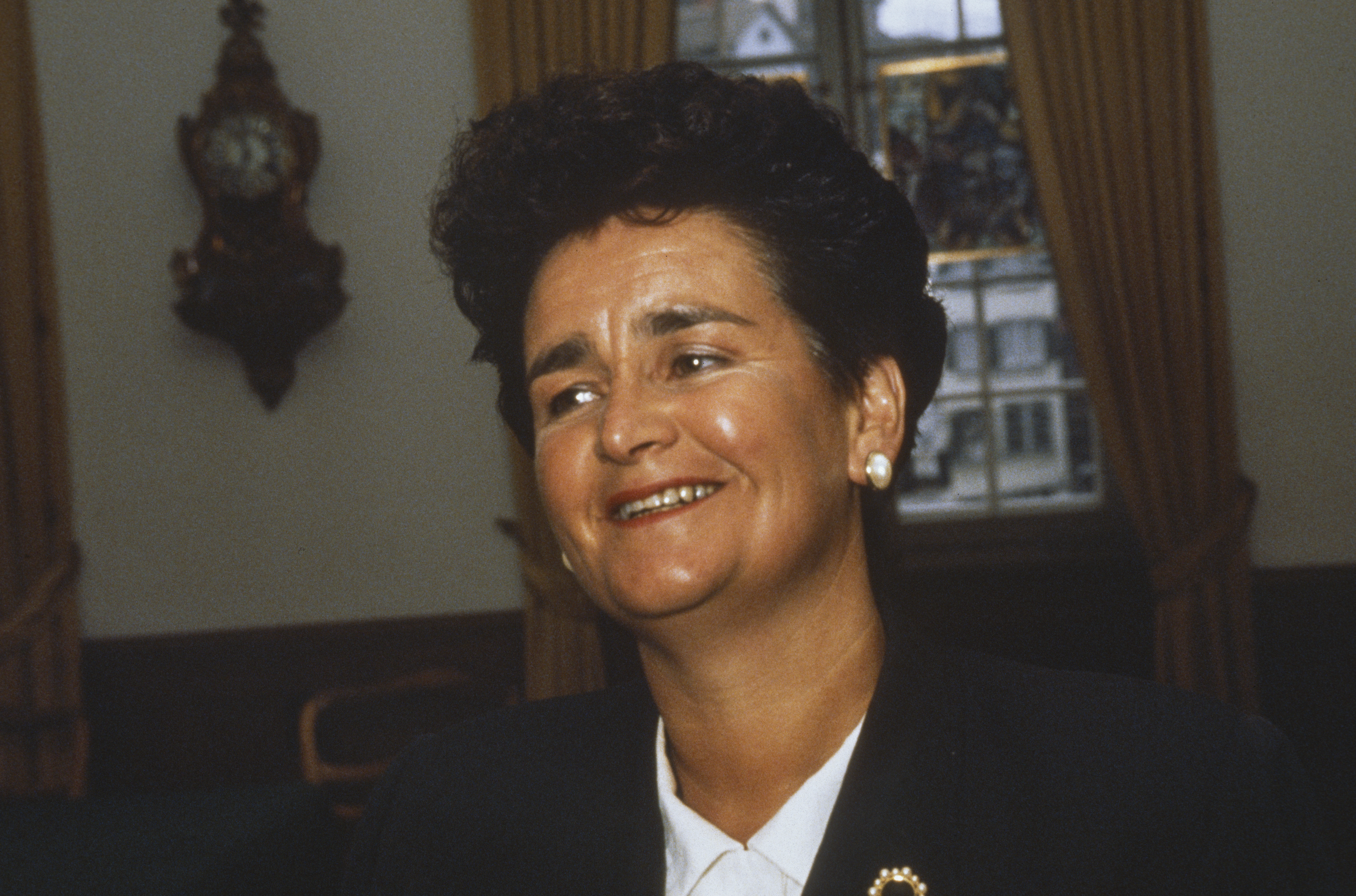
「ルース・リチャードソン」を編集中

ルース・リチャードソン（Ruth Richardson、1950年12月13日 - ）は、ニュージーランドの元政治家。ニュージーランド国民党に所属し、第35代財務大臣を務めた（在任期間：1990年 - 1993年）。

## 人物
タラナキ地方生まれ。ニュージーランド国民党に所属するサー・ロイ・ジャックと家族間の親交が深く、多くの助言を得る。ジャックの勧めでカンタベリー大学へ進学し、法学を専攻する。大学卒業後は法務省へ勤務し、1975年に法務省同僚のアンドリュー・ライトと結婚する。
1978年2月、ジャックの死去に伴い行われた議会補欠選挙に出馬する意向をもつも、国民党はジム・ブルを選出、リチャードソンの政界進出は叶わなかった。1978年11月に行われた総選挙ではタスマン地区より出馬するも、現職でニュージーランド労働党党首（当時）のビル・ローリングを前に敗北する。1980年にクライストチャーチ郊外セルウィン地区の議席をもつコリン・マクラクランの政界引退に伴い、選挙地盤を引き継ぎ、1981年の総選挙に初当選を果たす。
政界進出当初より、女性議員の多くが専門とする社会保障制度や福祉制度ではなく、自由主義経済、保護貿易撤廃主義を掲げ、公共事業による経済の建て直しを目指すロバート・マルドゥーン首相（当時）とは対照的な政策をもつ。経済政策の行き詰まりから、1984年の総選挙で国民党は敗北し野党に転じる。新党首にジム・マックレイが就任し、マルドゥーンの側近であったビル・バーチなどの有力議員は影響力を失う。代わりにリチャードソンら若手の議員が党内で影響力を強めるも、1986年に党内反主流派に押される形でマックレイは党首を辞任、後任党首にジム・ボルジャーが就任する。政策的な立場から、リチャードソンとボルジャーは対照的な関係を保つことになる。
1990年の総選挙で国民党は政権奪還に成功、ボルジャーは第35代首相に就任する。ボルジャーとリチャードソンは性格の不一致や政策的立場の違いから不仲とされたが、ボルジャーはリチャードソンの人気の高さと党内支持基盤の厚さから、経済政策を担当する財務大臣に起用する。政策的立場の異なる両者は、第2期ロジャーノミクスと称される“ルサナシア”（Ruthanasia）を開始する。当時経営状態が悪化していたニュージーランド銀行に公的資金を投入し、金融危機の拡大を最小限に抑えることに成功する。ロジャーノミクスでは労働党内部で批判をうけた社会保障改革や国有資産の売却に着手し、鉄道会社、通信分野を海外資本へ売却した。
1993年の総選挙で国民党は再任され、ボルジャーは首相に留任、リチャードソンは財務大臣に留任するも、両者の政策的信頼が深まることはなかった。1993年の総選挙後、ボルジャーはリチャードソンに法務大臣への就任を打診するも、リチャードソンはこれを拒絶、後任の財務大臣にはボルジャーの信頼の厚いビル・バーチが就任した。リチャードソンは1994年に政界から引退する。
政界引退後は、ロジャー・ダグラスが設立に参加したACTニュージーランド党の支援をうけ、政治活動を行う。現在は、夫のアンドリューとコンサルティング会社を経営している。